# Warren Stevens
Warren Albert Stevens (2 de noviembre de 1919 - 27 de marzo de 2012) fue un actor de teatro, cine y televisión estadounidense.

## Primeros años de vida
Stevens nació el 2 de noviembre de 1919 en Clarks Summit, Pensilvania. Estudió actuación en el Actor's Studio de la ciudad de Nueva York.

## Carrera
Stevens comenzó su carrera como actor después de estar en la Fuerza Aérea de Estados Unidos como piloto durante la Segunda Guerra Mundial. Se formó en The Actor's Studio en Nueva York. Se hizo notar en Broadway a finales de la década de 1940. Luego le ofrecieron un contrato de Hollywood en 20th Century Fox.
Su primer papel en Broadway fue en The Life of Galileo (1947). Su primer papel cinematográfico siguió en The Frogmen (1951). Como joven jugador contratado por el estudio, Stevens tenía pocas opciones en los trabajos que aceptaba. Estuvo en películas que incluyeron Phone Call from a Stranger (1952), Wait Till the Sun Shines, Nellie (1952) y Gorilla at Large (1954). Su papel cinematográfico más memorable fue probablemente el de "Doc" Ostrow en la película de ciencia ficción Forbidden Planet (1956). También tuvo un papel secundario en The Barefoot Contessa (1954) con Humphrey Bogart.
Fue protagonista en 77 Bengal Lancers 1956.

## Vida personal
Stevens estuvo casado con Susan Tucker Huntington desde 1942 hasta que se divorciaron. Luego estuvo casado con Barbara Finch desde 1969 hasta que se divorciaron. Tuvo un hijo con Huntington y dos con French. Vivía en Sherman Oaks, Los Ángeles, California con su familia.

### Muerte
Stevens murió el 27 de marzo de 2012 en su casa de Sherman Oaks, Los Ángeles, California, a causa de una enfermedad pulmonar. Le sobrevivieron tres de sus hijos.

## Televisión
| Año  | Series de TV             | Role                    | Episodio                        |
| ---- | ------------------------ | ----------------------- | ------------------------------- |
| 1962 | La dimensión desconocida | Nathan 'Nate' Bledsoe   | "Los zapatos del hombre muerto" |
| 1965 | Bonanza                  | Paul Mandel             | "La Bailarina"                  |
| 1965 | El hombre de TÍO         | Capitán Dennis Jenks    | "El asunto del Día del Niño"    |
| 1966 | La Patrulla de las Ratas | Sargento. Frank Griffin | "La redada de vida o muerte"    |
| 1967 | Bonanza                  | Conde Alexis            | "El Príncipe"                   |
| 1968 | Viaje a las Estrellas    | Rojan                   | "Con cualquier otro nombre"     |
| 1968 | Bonanza                  | Sam Bragan              | "Los Rastreadores"              |
| 1971 | Adán-12                  | Oficial Art McCall      | "El Dinosaurio"                 |